# 멜라로인
멜라로인(영어: melaroin)은 식물성 멜라토닌이 함유된 원료이다. 멜라토닌은 우리 몸에서 자연스럽게 분비되는 호르몬으로 수면과 관련된 주요 기능을 담당한다.
이러한 멜라로인의 주 성분인 식물성 멜라토닌의 합성은 체내에서 아미노산, 트립토판을 통해 이루어지며 주로 색소세포에서 생성된다. 이 호르몬은 우리의 일상 생활 패턴과 연관된 생체 리듬을 조절하며, 해가 질 때 증가하여 수면을 유도하고, 해가 뜰 때 감소하여 깨어 있음을 신호한다.
식물성 멜라토닌을 인공적으로 섭취하거나 특정 음식이나 약물로 섭취하는 것은 이러한 생체 리듬을 조절하거나 수면을 개선하는 데 도움이 되며 이밖에 암 예방과 치매 예방, 피부 노화 방지 등 항산화작용에 도움을 준다는 연구 결과가 있다.

## 효능 및 효과
- 수면 개선: 멜라로인의 주성분인 식물성 멜라토닌은 수면의 질과 길이를 향상시키는 데 도움이 되고, 또한 수면의 깊이를 증가시켜 피로를 완화할 수 있다. 여행이나 교대 근무와 같은 시차 변화로 인한 수면 장애에도 도움을 줄 수 있다. 멜라로인은 생체 리듬을 조절하여 새로운 시간대에 적응하는 데 도움이 된다.
- 항산화 작용: 멜라로인의 주성분인 식물성 멜라토닌은 강력한 항산화 물질로 알려져 있으며, 이는 세포 손상을 예방하고 면역 체계를 강화하는 데 도움을 주어 피부 노화 방지에도 도움을 줄 수 있다.
- '암 예방: 최근 연구에 따르면 멜라로인의 주성분인 식물성 멜라토닌은 암 예방에도 도움을 줄 수 있다는 보고가 있다. 특히 항산화 물질이 있어 유해한 체내 활성산소를 제거하고 세포 손상을 예방할 수 있다.
- '치매 예방: 멜라로인의 주성분인 식물성 멜라토닌이 뇌 건강을 촉진하고 기억력을 증진하는데 이는 수면 중에 뇌척수액을 통해 뇌 속에 쌓인 베타 아밀로이드 단백질을 제거해 림프관으로 배출시켜 치매를 예방하는 데 도움을 줄 수도 있다.

## 특징
멜라로인의 주성분인 식물성 멜라토닌은 피스타치오 추출물과 몽모랑시 타트체리에서 유래한다는 특징을 가지고 있다. 이러한 원료들은 각각 다음과 같은 특징을 가지고 있다.
1. 피스타치오 추출물: 피스타치오는 비타민 E와 칼슘 등의 영양소가 풍부하며, 항산화 성분이 풍부하여 멜라로인의 항산화 작용을 더 강화할 수 있다.
2. 몽모랑시 타트체리: 몽모랑시 타트체리는 멜라토닌 함유량이 높아 멜라로인의 수면 개선 효과를 더욱 향상시킬 수 있다. 또한 염증을 줄이는 데 도움이 되는 항염작용을 가지고 있다.
3. 과다한 멜라로인 복용은 부작용을 일으킬 수 있으므로 주의가 필요하다.
4. 식물성 멜라토닌은 위 추출물 외에도 다양한 원료에서 추출되고 있다.

## 같이 보기
- 멜라토닌
- 수면

## 참고 문헌
- F Auld; EL Maschauer; I Morrison; Debra Skene; RL Riha (2016년 7월 20일). “Evidence for the efficacy of melatonin in the treatment of primary adult sleep disorders”. Sleep Medicine Reviews, Vol.34, pp.10-22.[1]
- 서정렬 (1999년 2월 1일). “鍼灸刺戟이 치매와 關聯된 Melatonin 分泌와 SOD 合成에 미치는 影響”. 《Journal of Acupuncture Research》 (대한침구의학회).[2][3]